# جون آدمسون (ناشر)
جون آدمسون (بالإنجليزية: John Adamson)‏ هو كاتب ومترجم بريطاني، ولد في 1949 في ديفون في المملكة المتحدة.

## وصلات خارجية
- الموقع الرسمي